# Drapeau d'Égine

Le drapeau d'Égine.

Le drapeau d'Égine est le drapeau utilisé sur l'île d'Égine en Grèce.

## Généralités
Le drapeau d'Égine est divisé en diagonale par une bande blanche, la partie supérieure étant bleue avec une croix bleue bordée de blanc et la partie inférieure étant rouge avec une ancre blanche. Au centre du drapeau, un disque blanc est frappé d'une tortue verte, symbole de l'île dans la Grèce antique.
Sous la tortue est écrit ΝΗΣΟΣ ΑΙΓΙΝΑ / Nisos Aigina, en français : île d'Égine) et l'inscription en diagonale indique : 
ΑΙΓΙΝΑ : ΠΡΩΤΗ ΠΡΩΤΕΥΟΥΣΑ ΤΟΥ ΝΕΟΤΕΡΟΥ ΕΛΛΗΝΙΚΟΥ ΚΡΑΤΟΥΣ, littéralement en français : Égine : première capitale du nouvel État grec. 
La ville d'Égine a en effet été la première capitale de la Grèce après l'indépendance, durant environ un mois. Le gouvernement s'est ensuite installé à Nauplie et enfin à Athènes.

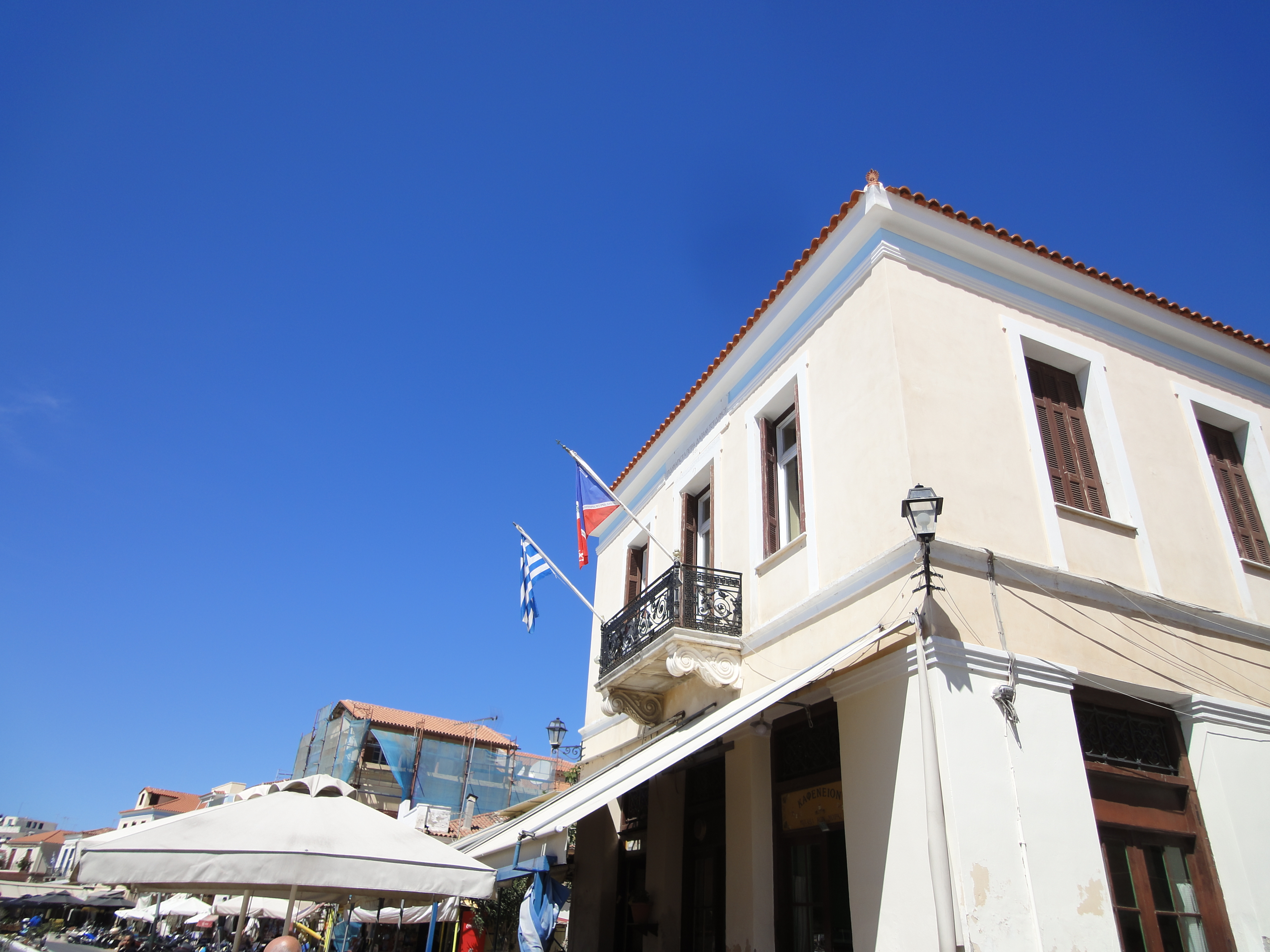
La mairie de la ville d'Égine arborant le drapeau de l'île.